# Oo spinosum
Genre
Synonymes
- Ovalia González-Sponga, 1999 nec Latreille, 1833

Espèce
Synonymes
- Ovalia spinosa González-Sponga, 1999

Oo spinosum, unique représentant du genre Oo, est une espèce d'opilions laniatores de la famille des Zalmoxidae.

## Distribution
Cette espèce est endémique de l'État de Miranda au Venezuela. Elle se rencontre vers Acevedo.

## Description
Le mâle holotype mesure 1,70 mm et la femelle paratype 1,37 mm.

## Systématique et taxinomie
Cette espèce a été décrite sous le protonyme Ovalia spinosa par González-Sponga en 1999. Le nom Ovalia González-Sponga, 1999 étant préoccupé par Ovalia Latreille, 1833, il est renommé Oo par Kury et Alonso-Zarazaga en 2011.

## Publications originales
- González-Sponga, 1999 : « Aracnidos de Venezuela. Cinco nuevos géneros y cinco nuevas especies de microopiliones hemiedaficos (Opiliones Laniatores, Phalangodidae). » Acta Biologica Venezuelica, vol. 19, no 2, p. 55–69.
- Kury & Alonso-Zarazaga, 2011 : « Addenda and corrigenda to the Annotated catalogue of the Laniatores of the New World (Arachnida, Opiliones). » Zootaxa, no 3034, p. 47–68.